# Sven Adlerstierna
Sven Adlerstierna, tidigare Löfman, född oktober 1645 i Dala socken i Skaraborgs län, död 27 april 1708 i Jönköping i Jönköpings län, var en svensk häradshövding och lagman.

## Biografi
Adlerstierna blev student vid Uppsala universitet 30 januari 1667. Han blev häradshövding i Medelstads och Östra härads domsaga i Blekinge län 30 januari 1683. 16 april 1689 adlades han och introducerades 1693 under nr 1190. Han blev justitiarie vid amiralitetet 8 januari 1700, lagman i Skåne, Halland och Blekinge 8 januari 1702 och vice president i Göta hovrätt 6 februari 1707.
Adlerstierna gifte sig första gången 1678 med Margareta Sass (1665–1685), dotter till majoren Henrik Sass och Margareta Ogilvie. Han gifte sig andra gången 16 januari 1687 i Stockholm Nikolai församling med Sigrid Hilletan (1667–1745), dotter till överkommissarien Gabriel Hilletan och Elsa Rolufsdotter.
Sven Adlerstierna dog 27 april 1708 i Jönköping och begravdes i Jönköpings kyrka där hans vapen sattes upp.